# 監禁逃亡 淫魔
『監禁逃亡 淫魔』（かんきんとうぼう いんま）は、1998年7月24日にSEN PLANNINGから発売された浅沼麗子主演のオリジナルビデオ。R15作品。『監禁逃亡』シリーズの第11弾である。

## 出演
- リエ：浅沼麗子
- リエの同僚：中原翔子
- 法福法彦
- 刑事：松山鷹志
- 坂井康浩
- 絵沢萌子（特別出演）
- 鹿内孝（特別出演）
- 那波隆史
- ササキカツミ：西守正樹

他

## スタッフ
- 監督・編集：神野太
- 企画・制作：センプランニング
- プロデューサー：黒須功
- 脚本：竹橋民也
- 撮影：中間政治
- 照明：才木勝
- 録音：井上幸雄
- 美術：茂木豊
- VE：石原俊文
- 助監督：広田幹夫
- 制作主任：横田修一
- 監督助手：大給乗征
- 衣裳：小里幸子、石井孝代
- ヘア・メイク：中谷圭子
- スチール：小島浩、加藤彰
- 特殊効果：武居正純
- 音楽効果：中西龍夫
- キャスティング：綿引近人
- 車輌：サニー企画
- 制作進行：吉田昌史、藤原健一、笹尾成二
- 発売・販売：SEN PLANNING
- 販売協力：ジャパンホームビデオ